# Microserica theodoroensis
Microserica theodoroensis är en skalbaggsart som beskrevs av Moser 1922. Microserica theodoroensis ingår i släktet Microserica och familjen Melolonthidae. Inga underarter finns listade i Catalogue of Life.